# Godin (månekrater)
Godin er et nedslagskrater på Månen. Det befinder sig på den nordlige halvkugle på Månens forside og er opkaldt efter den franske astronom og matematiker Louis Godin
(1704 – 1760).
Navnet blev officielt tildelt af den Internationale Astronomiske Union (IAU) i 1935. 

## Omgivelser
Godinkrateret ligger lige syd for Agrippakrateret i et ujævnt område øst for Sinus Medii. Det ødelagte krater Tempel ligger mod nordøst, på den østlige side af Agrippa. Stik syd findes de oversvømmede rester af Ladekrateret.

## Karakteristika
Godins rand er bredere i den sydlige halvdel end i den nordlige, hvilket giver den en let pæreform. Kraterets indre har ujævn overflade med en højere albedo end omgivelserne. I kratermidten rejser en central top sig. Et svagt strålesystem omgiver krateret og breder sig ud til en afstand af omkring 375 kilometer.

## Satellitkratere
De kratere, som kaldes satellitter, er små kratere beliggende i eller nær hovedkrateret. Deres dannelse er sædvanligvis sket uafhængigt af dette, men de får samme navn som hovedkrateret med tilføjelse af et stort bogstav. På kort over Månen er det en konvention at identificere dem ved at placere dette bogstav på den side af satellitkraterets midte, som ligger nærmest hovedkrateret. Godinkrateret har følgende satellitkratere:
| Godin | Længde | Bredde  | Diameter |
| ----- | ------ | ------- | -------- |
| A     | 2,7° N | 9,7° Ø  | 9 km     |
| B     | 0,7° N | 9,8° Ø  | 12 km    |
| C     | 1,5° N | 8,4° Ø  | 4 km     |
| D     | 1,0° N | 8,3° Ø  | 5 km     |
| E     | 1,7° N | 12,4° Ø | 4 km     |
| G     | 1,9° N | 11,0° Ø | 7 km     |

## Måneatlas
- Billeder af Godinkrateret i LPI-måneatlasset
- USGS-kort